# جهان‌آباد (نهاوند)
جهان‌آباد (نهاوند)، روستایی از توابع بخش مرکزی شهرستان نهاوند در استان همدان ایران است.

## مشخصات جغرافیای
روستای جهان‌آباد در بخش مرکزی شهرستان نهاوند و بین روستاهای شعبان (از جنوب) و کوهانی (از شمال) و فیازمان (از غرب) واقع شده‌است که رشد جمعیتی آن سیر صعودی دارد (۲٬۰۲۲ نفر) و جزء آبادترین روستاهای شهرستان نهاوند بشمار می‌آید. همچنین در شرق روستا، روستای قدیمی و مخروبه کلندر قرار دارد که در آنجا چندین چشمه موجود می‌باشد.

## جمعیت
این روستا در دهستان شعبان قرار دارد و براساس سرشماری مرکز آمار ایران در سال ۱۳۹۵، جمعیت آن ۲۲۳۲ نفر (۶۹۵خانوار) بوده‌است.